# Copa Ibérica de fútbol de 2016
La Copa Ibérica de fútbol de 2016 fue la 6.ª edición del torneo. Los clubes participantes fueron el Real Betis Balompié y el Sporting de Portugal, más conocido como Sporting de Lisboa.
Es la primera vez que la Copa no se disputa con el formato "tipo Supercopa" en el que los equipos eran ganadores de un título nacional o internacional.
Se disputó a partido único, el día 4 de agosto en el Estadio del Algarve de Faro, en Portugal.
El Real Betis conquistó el torneo con el marcador a favor de 3-2 goles.

## Clubes participantes
| España   |  | Real Betis Balompié  |  |  |
| Portugal |  | Sporting de Portugal |  |  |

## Resultado

### Final
| 4 de agosto de 2016 | Real Betis               | 3:2 | Sporting de Portugal      | Estadio Algarve, Faro                                 |                                                       |
|                     | Rubén Castro 26' 28' 58' |     | Alan Ruiz 17' Slimani 75' | Asistencia: 10.000 espectadores Árbitro(s): Sin datos | Asistencia: 10.000 espectadores Árbitro(s): Sin datos |

| España                                  |
| Campeón Real Betis Balompié 1.er título |